# Alfred Pfaff
Alfred Pfaff (Francoforte sul Meno, 16 luglio 1926 – Erlenbach am Main, 27 dicembre 2008) è stato un calciatore tedesco, di ruolo centrocampista. Campione del mondo nel 1954 con la Nazionale tedesca occidentale.

## Carriera

### Club
Pfaff giocò per l'Eintracht Francoforte con il quale, nel 1959, vinse il campionato tedesco di calcio e, nel 1960, giocò la finale di Coppa dei Campioni contro il Real Madrid.

### Nazionale
Raggiunse l'apice della sua carriera con la vittoria della Coppa del Mondo nel 1954 in Svizzera. Pfaff giocò nel girone eliminatorio contro l'Ungheria, segnando una rete.
Con la Nazionale scese in campo sette volte tra il 1953 e il 1956, siglando due reti.
Dopo la fine della sua carriera iniziò a gestire un bar a Francoforte.

## Palmarès

### Club

#### Competizioni nazionali
- Campionato tedesco: 1

Eintracht Francoforte: 1958/59

### Nazionale
- Campionato mondiale: 1

Svizzera 1954